# Ключ 4
Ключ 4 (иер. 丿) со значением «откидная влево», четвёртый по порядку из 214 традиционного списка иероглифических ключей, используемых при написании иероглифов.
В словаре Канси под этим ключом содержится 33 иероглифа (из 49 030).
Ключ 4 является одним из восьми элементов 永 (永字八法 Yǒngzì Bāfǎ) и, таким образом, является одним из основных в китайской каллиграфии.

## Примеры
| Доп. черты | Примеры                 |
| ---------- | ----------------------- |
| 0          | 丿 乀 乁                |
| 1          | 乂 乃 乄                |
| 2          | 久 乆 乇 么 义 乊 之 乡 |
| 3          | 乌 乏                   |
| 4          | 乍 乎 乐                |
| 5          | 丢 乑（眾） 乒 乓 乔    |
| 6          | 乕                      |
| 7          | 乖                      |
| 8          | 乗                      |
| 9          | 乘                      |